# Marxzell
Marxzell – gmina w Niemczech, w kraju związkowym Badenia-Wirtembergia, w rejencji Karlsruhe, w regionie Mittlerer Oberrhein, w powiecie Karlsruhe. Leży w północnym Schwarzwaldzie, nad Alb, ok. 18 km na południe od Karlsruhe, przy linii kolejowej Albtalbahn (Ettlingen – Bad Herrenalb).